# Савина, Мария Андреевна
Мария Андреевна Савина (16 января 1988 года, Москва, СССР) — российская профессиональная баскетболистка. Мастер спорта России.

## Карьера
Начинала свою карьеру в системе баскетбольного клуба «Москва». Несколько сезонов Савина провела в «Вологде-Чеваката». Также за свою карьеру она выступала за другие команды Премьер-Лиги: «Динамо» (Новосибирск), «Енисей» (Красноярск), «Энергия» (Иваново), «Казаночка» (Казань) и «Спартак» (Ногинск). Вызывалась в студенческую сборную России. В 2009 году в ее составе завоевала серебро на Универсиаде в Белграде.
С 2018 года Савина играет за московское «Динамо» и является одним из его лидеров. В мае 2020 года продлила контракт с клубом. Летом 2022 года вернулась в новосибирское «Динамо».

## Достижения
- Серебряный призёр Универсиады (1): 2009

## Семья
Отец - мастер спорта по баскетболу.
Замужем. В 2008 году родился сын, которого назвали Филиппом.